# 151362 Chenkegong
151362 Chenkegong este un asteroid din centura principală de asteroizi.

## Descriere
151362 Chenkegong este un asteroid din centura principală de asteroizi. A fost descoperit pe 11 februarie 2002 la Nanchuan de Ye Quan-Zhi. Asteroidul prezintă o orbită caracterizată de o semiaxă mare de 3,00 ua, o excentricitate de 0,11 și o înclinație de 8,7° în raport cu ecliptica.